# مکنزی داکیاتو

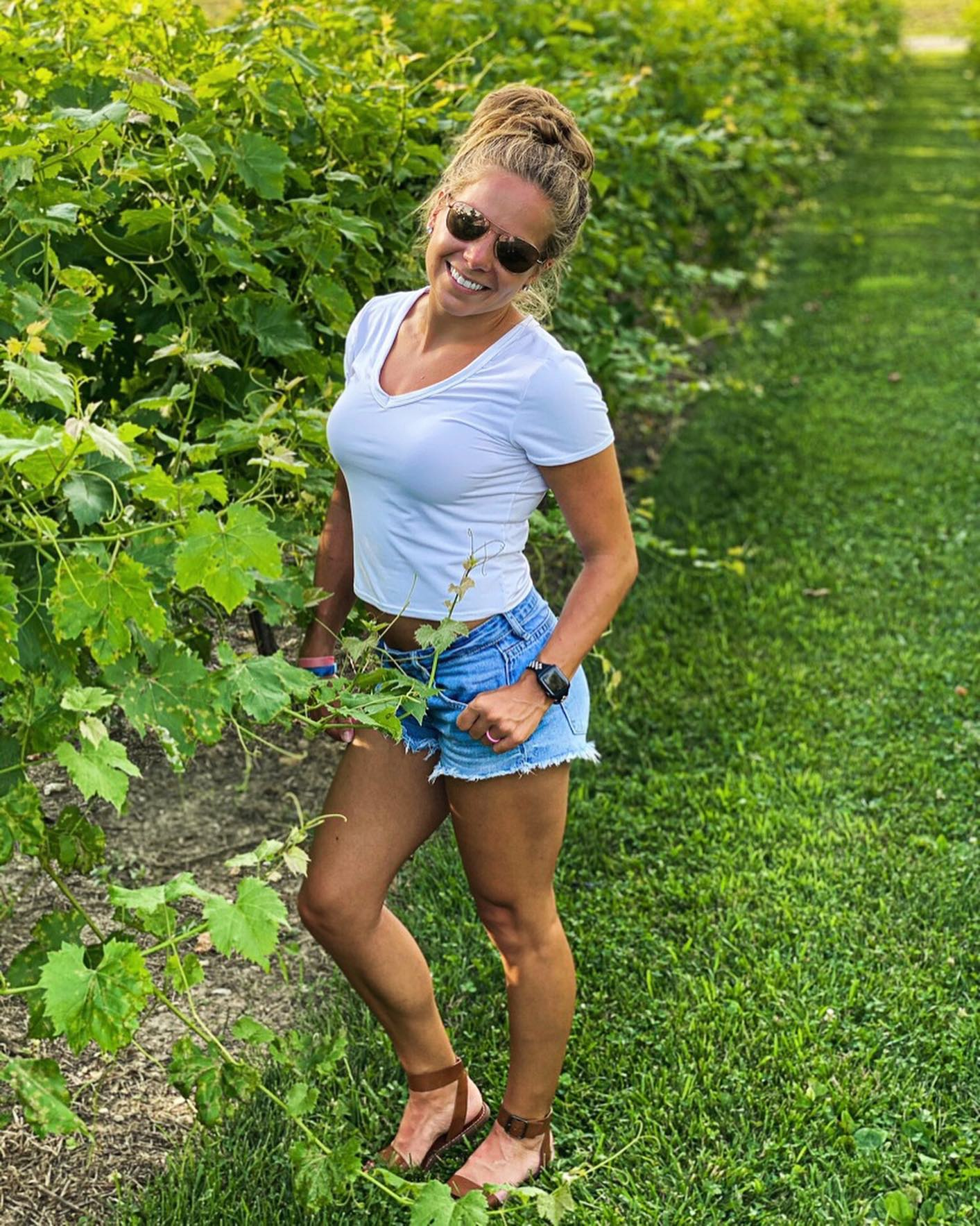
مکنزی داکیاتو در سال ۲۰۲۰

مکنزی داکیاتو (به انگلیسی: Mackenzie Caquatto) ژیمناست زادهٔ ۲۶ مارس ۱۹۹۲ میلادی اهل کشور ایالات متحده آمریکا است.